# Tĩnh Châu
Huyện tự trị dân tộc Miêu, Đồng Tĩnh Châu (chữ Hán giản thể: 靖州苗族侗族自治县, âm Hán Việt: Tĩnh Châu Miêu tộc Đồng tộc) là một huyện tự trị thuộc địa cấp thị Hoài Hóa, tỉnh Hồ Nam, Cộng hòa Nhân dân Trung Hoa. Huyện này có diện tích 2211 km2, dân số 261.700 người, trong đó dân thành thị là 96.800 người. Huyện này được lập tháng 2 năm 1987 từ huyện Tĩnh. Huyện lỵ Tĩnh Châu tại trấn Cừ Dương. Về mặt hành chính, huyện này được chia thành 6 trấn, 7 hương.
- Trấn: Cừ Dương, Cam Đường, Đại Bảo Tự, Bình Trà, Tân Hán và Ao Thượng.
- Hương: Phô Khẩu, Ngẫu Đoàn, Hoành Giang Kiều, Văn Khê, Tam Thu, Thái Dương Bình và Trại Nha.